# Revue des sciences philosophiques et théologiques
La Revue des Sciences philosophiques et théologiques est un périodique trimestriel de recherches et réflexion dans les domaines philosophique et théologique. D'inspiration catholique et dirigée par des pères dominicains français, elle fut fondée en 1907.

## Histoire
Créée en 1907 par un groupe de pères dominicains français, alors exilés en Belgique, dans l'ancienne abbaye du Saulchoir, près de Tournai, la Revue des Sciences philosophiques et théologiques [RSPT] n’a pas tardé à s’imposer comme revue de référence en philosophie, théologie et sciences religieuses. Solidement enracinée dans la tradition intellectuelle de l’ordre des Prêcheurs et la fidélité à l’Église catholique, elle s’est aussi engagée, dès le début et délibérément, dans les débats contemporains de l’Université laïque, en conformité rigoureuse avec les critères de la recherche scientifique. Signe de cet esprit à la fois d’ouverture et de scientificité, le choix précoce de la librairie philosophique J. Vrin comme maison d’édition, à laquelle la revue est liée par une longue et fidèle amitié.
Aujourd'hui (2010), dans un contexte de mutations accélérées qui touche l’ensemble des revues universitaires en sciences humaines, la revue centenaire aborde l’avenir avec une vigilante sérénité. Classée en catégorie A selon les critères de l’Agence d’évaluation de la recherche et de l’enseignement supérieur (AERES), diffusée dans quatre-vingts pays et référencée internationalement (ATLA Religion Database), la RSPT est désormais accessible en version numérique sur le portail de revues Cairn.info.

## Comité de rédaction
- Christophe Boureux
- Rémi Chéno – directeur de la revue
- Guillaume Cuchet
- Camille de Belloy
- Emmanuel Durand
- Pascal Marin
- Marc Millais
- Adriano Oliva
- Olivier Riaudel
- Serge Tyvaert – secrétaire de rédaction